# Целинный (Кизильский район)
Целинный — посёлок в Кизильском районе Челябинской области России. Входит в состав Измайловского сельского поселения.

## География
Посёлок находится на юге Челябинской области, в пределах юго-восточных предгорьий Южного Урала, в степной зоне, на правом берегу реки Амамбайки, на расстоянии 32 километров по прямой к востоку от села Кизильского, административного центра района. Абсолютная высота 327 метров над уровнем моря.
Климат
Климат резко континентальный с сухим жарким летом и суровой зимой. Среднегодовое количество осадков: 266 мм. Средняя температура самого холодного месяца (января) составляет −17,9 °С, самого тёплого (июля) — +19,9 °С.

## Население
| 2002 | 2010 |
| ---- | ---- |
| 236  | ↘148 |

Гендерный состав
По данным Всероссийской переписи населения 2010 года в гендерной структуре населения мужчины составляли 47,3 %, женщины — 52,7 %.
Национальный состав
Согласно результатам переписи 2002 года, в национальной структуре населения казахи составляли 68 %.

## Улицы
Уличная сеть посёлка состоит из четырёх улиц.